# På vårt sätt (album av Scotts)
På vårt sätt släpptes den 19 december 2008 och är dansbandet Scotts debutalbum. Albumet gick in på den svenska albumlistan den 26 december 2008, och placerade sig då på fjärde plats för att sedan toppa listan under perioden 2–23 januari 2009.
Även singeln Om igen tog sig in på den svenska singellistan, där den låg under perioden 18 december 2008–9 januari 2009, som högst på 27:e plats . Om igen, som handlar om existentiella tankar om framtiden[källa behövs] och skrevs av Jonas Dejevik, gick även in på Svensktoppen den 18 januari 2009 , där den sedan låg i fem veckor, med sjundeplats som högsta placering där.
Övriga låtar är coverversioner, många från Dansbandskampen 2008. 

## Låtlista
| Nr  | Titel                                                          | Låtskrivare                  | Längd |
| --- | -------------------------------------------------------------- | ---------------------------- | ----- |
| 1.  | "Fröken Fräken"                                                | Thore Skogman                | 3.05  |
| 2.  | "Om igen"                                                      | Jonas Dejevik                | 3.06  |
| 3.  | "Right Here Waiting"                                           | Richard Marx                 | 4.15  |
| 4.  | "Det börjar verka kärlek, banne mej"                           | Peter Himmelstrand           | 3.12  |
| 5.  | "Två mörka ögon"                                               | Bert Månson                  | 3.45  |
| 6.  | "En blick, en dans, en kyss" ("One Dance, One Rose, One Kiss") | Joakim Anrell, Ulf Georgsson | 3.44  |
| 7.  | "Sarah"                                                        | Mauro Scocco                 | 4.42  |
| 8.  | "It Must Have Been Love"                                       | Per Gessle                   | 3.45  |
| 9.  | "Till mitt eget Blue Hawaii"                                   | Rose-Marie Stråhle           | 2.56  |
| 10. | "Tusen bitar" ("Tusind stykker")                               | Björn Afzelius, Anne Linnet  | 3.48  |
| 11. | "Hallå du gamle indian"                                        | Lasse Dahlquist              | 3.16  |

### Scotts
- Henrik Strömberg – sång, gitarr
- Claes Linder – keyboard
- Roberto Mårdstam – bas
- Per-Erik "Lillen" Tagesson – trummor

- Sax: Martin Lindqvist
- Trumpet: Ingmar Andersson

## Listplaceringar
| Lista (2008–2009) | Topplacering |
| ----------------- | ------------ |
| Norge             | 15           |
| Sverige           | 1            |